# Marianne Jelved
Marianne Bruus Jelved, född Hirsbro 5 september 1943 i Charlottenlund, är en dansk politiker och tidigare ekonomiminister, den första kvinnan i Danmark att inneha det ämbetet. Hon är dessutom den första kvinnan som har varit partiledare för Radikale Venstre. Hon sitter nu som partiets representant åter i regeringen, nu som kulturminister. Hon är i Danmark även känd under öknamnet "Damen med håndtasken", vilket betyder damen med handväskan. Detta öknamn kom hennes parti att få ärva, Radikale Venstre kallas också skämtsamt för "Håndtaskepartiet".

## Biografi
Marianne Jelved är dotter till arkitekten Sigurd Hirsbro och Else Jelsbak. Hon är äldst av tre syskon och växte upp i Charlottenlund, en förstad till Köpenhamn. Hemmet präglades inte av någon politisk aktivitet eller partitraditioner; fadern däremot, som hade ett liv i fattigdom som bakgrund, lärde sina barn "att inget kommer ut av sig självt", en lärdom som  enligt Jelved har påverkat hennes engagemang inom politiken. Föräldrarna var inte medlemmar i den danska folkkyrkan, men i de tidiga tonåren började Marianne Jelved att besöka olika kyrkor om söndagarna för att gå på gudstjänster, något som föräldrarna till en början inte visste om. Detta kom enligt henne själv att lägga grunden till den människosyn och den tro som hon har idag.
Hon tillbringade sin skolgång vid Maglegårdsskolen i Charlottenlund. 1964 tog hon studenten vid Statens Studenterkursus i Frederiksberg och bestämde sig direkt för att läsa vidare till lärare vid Hellerup Seminarium. Hon tog lärarexamen 1967 och anställdes som lärare vid Ny Østensgård Skole i Valby i Köpenhamn. Hon träffade då sin blivande make, överläraren Jan Jelved med vilken hon gifte sig med 1969. Tillsammans har de fyra barn.
Marianne Jelved var, utöver sitt ordinarie arbete som lärare, engagerad i en rad områden inom utbildningsväsendet. Hon arbetade från det att hon tog lärarexamen fram till 1975 som lärare i Köpenhamn, innan hon började arbeta vid Jyllinge Skole fram till 1989. I den sistnämnda blev hon ordförande i lärarrådet 1976 och två år senare dess motsvarighet (da: fælleslærerrådsformand) i Gundsø kommun. Som lärare i danska var hon även ordförande i styrelsen för Dansklærerforeningens folkeskolefraktion. Därefter vidareutbildade hon sig 1979 till en cand.pæd.examen vid Danmarks Lærerhøjskole, vid vilken hon fram till år 1987 arbetade som timlärare. Engagemanget inom läraryrket slutade inte här utan sträckte sig också till att hon författade en del undervisningsmaterial. Som exempel kan nämnas Danskbogen 3-5 1988-1990. Hon var även redaktör för Meddelelser fra Dansklærerforeningen 1975-1982. Med andra ord, en folkskollärare med många järn i elden.

## Politiskt engagemang
Under sina år som lärare började Marianne Jelved även att engagera sig politiskt. På senare år har hon motiverat engagemanget med att hon ville arbeta för en skola som utgick från eleverna och inte utifrån "vad som stod på sidan 17 i boken". Hon gick med i Radikale Venstre och, efter att ha innehaft ett antal mindre tillitsposter inom partiet under 1970-talet, blev hon medlem kommunstyrelsen i Gundsø 1982. Hon började även under 1980-talet att kandidera för partiet till folketinget, och det skulle inte dröja länge innan hon blev invald, 1987. Efter de första nio månaderna i folketinget blev hon 1988 Radikale Venstres gruppledare, eftersom hennes föregångare, partiledaren Niels Helveg Petersen, hade utsetts till ekonomiminister i den nya borgerliga regeringen. Detta var en post som hon behöll även sedan Radikale Venstre åkt ur regeringen 1990, vilket kom att göra henne till partiets ledare. Hon fortsatte att arbeta som lärare vid sidan av sina uppdrag i folketinget fram till 1989, då hennes sista avgångsklass tog examen.
Förutom uppdragen i folketinget har Marianne Jelved även varit vice borgmästare i Gundsø 1982-1985, styrelsemedlem i Radikale Venstre i Roskildekredsen, medlem av Kommunernes Landsforenings kontaktråd samt medlem av Nordiska rådet 1988-1993 och 2001-2003. Inom partiet har Jelved även engagerat sig i dess huvudstyrelse och ett antal utskott.

## Ministerperioden 1993-1998
Efter att Radikale Venstre hade lämnat regeringen 1990 hade de länge stöttat de borgerliga partierna. Marianne Jelved bröt i egenskap av partiledare samarbetet med de borgerliga partierna för att istället låta partiet röra sig mot sin traditionella samarbetspartner, Socialdemokraterne. Efter att den borgerliga regeringen drabbats av en skandal, Tamilsagen, 1993 bestämde sig den dåvarande statsministern, Poul Schlüter, för att upplösa regeringen. En fyrpartiregering bildades samma år mellan Socialdemokraterne, Radikale Venstre, Centrum-Demokraterne och Kristeligt Folkeparti. Marianne Jelved utsågs till ekonomiminister, trots att hon inte är utbildad ekonom, samt till vice statsminister. Året efter, sedan Kristeligt Folkeparti lämnat regeringen, skulle hon även tilldelas posten som minister för nordiskt samarbete. Hon blev den första kvinnan i Danmark till att inneha samtliga av dessa ministerposter, utom den sistnämnda.
Eftersom den danska nationalbanken står under det danska ekonomiministeriet, är alltid den sittande ekonomiministern också en del av bankens ledning under titeln Kongelig Bankkommissær, det vill säga kunglig bankkommissarie. Detta ämbete innehade således även Marianne Jelved under sin tid som ekonomiminister.
Efter att ha varit ekonomiminister i endast fyra månader skulle Marianne Jelved vara ordförande för EU:s råd för ekonomiska och finansiella frågor (ECOFIN), som skulle hålla sitt möte i den danska staden Kolding på Jylland. Under detta möte diskuterades redogörelser från den monetära kommittén och centralbankschefskommittén, som tog upp pundets och lirans utträde ur det Europeiska monetära systemet (EMS). Eftersom denna period av 1990-talet kännetecknades av låg tillväxt och ökande arbetslöshet i Europa, arbetade bland andra Marianne Jelved för att sysselsättningsfrågor skulle föras in i EU:s dagordning. Som ekonomiminister utmärkte sig Marianne Jelved som en stark förespråkare för både EU-samarbetet och Euron. Hon har bland annat argumenterat för att de danska undantagen i landets EU-medlemskap förhindrar framväxten för en högre nivå av välfärd. Hon har bland annat avvisat kritik över att den danska folkpensionen hotas av euron och hänvisat till siffror från det danska ekonomiministeriet som visat på att folkpensionärerna under Danmarks EU-medlemskap har haft en hög stigning i sina realinkomster i förhållande till LO-anslutna arbetstagare.
År 1994 var det återigen tid för Jelved att delta i ett EU-toppmöte, den här gången mellan EU:s alla finans- och ekonomiministrar. Mötet handlade om Maastrichtfördragets finansiella- och ekonomiska krav på medlemsländerna. Det framkom att endast Irland och Luxemburg uppfyllde kraven på att hålla sina statsskulder- respektive finansiella underskott innanför Maastrichtfördragets ramar. Konklusionen för mötet blev att varje land skulle vidta extra åtgärder genom offentliga nedskärningar och höjda skatter för att pressa ned de finansiella underskotten. Jelved svarade på detta med: "Min regering kommer att göra sitt yttersta".

## Ministerperioden 1998-2001
Åren 1998-1999 fungerade Jelved som tillfällig undervisningsminister, då Margrethe Vestager var föräldraledig. Som Vestagers ersättare mottog Jelved siffrorna från OECD om Danmarks placering gentemot andra länder vad gäller utbildningsnivå. Hon hänvisade då till att regeringens förslag till att öka utbildningsnivån stämde överens med OECD:s rapport. Det innebar bland annat att få fler ungdomar, det vill säga ungefär 90-95 % av det totala antalet, att genomföra en gymnasie- eller yrkesutbildning samt fatt få dem att påbörja en högre utbildning tidigare. OECD-talen visade nämligen att danska ungdomar var äldre än ungdomar i andra länder när de påbörjade och avslutade sina högre utbildningar.
I februari 2000 släpptes en lista utarbetad av Børsens Nyhedsmagasin över de 50 mäktigaste kvinnorna i Danmark. Dessa hade rankats av en panel bestående av 50 ekonomer, folketingsmedlemmar och journalister, som gav poäng i en skala mellan 1 och 7. Med sina 6,56 poäng hamnade Marianne Jelved i egenskap av ekonomiminister på en första plats, före bland andra nationalbanksdirektören Bodil Nyboe Andersen och dåvarande socialminister Karen Jespersen.
I oktober 2000 mottog Jelved ett guldur av märket Rolex till ett värde av 122 200 danska kronor av Mærsk McKinney Møller. Detta var en gåva för att hon namngav skeppet Carsten Mærsk vid Lindøvarvet i Odense. Hon hade tillsammans med sin man och sina barnbarn då blivit hämtad med limousin som körde dem till Mærsk McKinney Møllers privatflyg, som skulle transportera dem till varvet. Experter förklarade att detta var olagligt och att ministrar inte fick mottaga mer än mindre gåvor, såsom en bok eller lite vin, eftersom ministrar skall vara oberoende. Jelved förklarade det hela med att hon inte blev inviterad i egenskap av minister, utan i egenskap av partiledare och för att hon var god vän med Mærsk McKinney Møller.
Jelved är känd för att ha utsett flera kvinnor från sitt eget parti till att bli ministrar under Poul Nyrup Rasmussens regeringar. Till dessa hör Margrethe Vestager (undervisnings- och kyrkominister), Elsebeth Gerner Nielsen (kulturminister) och Anita Bay Bundegaard (biståndsminister).

## Perioden 2001-2007
Mellan åren 2002 och 2003 satt Jelved i Nordens Miljö- och Naturresursutskott samt i dess valkommitté. 2003 blev Jelved utnämnd till "årets politiker" av LGBT (Landsforeningen for Bøsser, Lesbiske, Bisexuelle og Transpersoner) för att hon var den enda partiledaren i Danmark som talade för de homosexuellas sak samt för att Radikale Venstre var det första partiet som satte homosexuellas tillgång till konstgjord befruktning och adoption på dagordningen.
År 2006 beslöt Radikale Venstre om en ny partilinje. Efter att det uppstått oenigheter mellan de gamla bundsförvanterna Socialdemokraterne och Radikale Venstre, deklarerade den sistnämnda "det radikale frihedsbrev", vilket innebar att partiet endast accepterade en regering som skulle ledas av just Radikale Venstre. Denna strategi kom också att kallas "Den andra vägen" (danska: Den anden vej). Man tänkte således varken ge stöd åt den sittande regeringen under ledning av Anders Fogh Rasmussen eller åt en vänsterkoalition under ledning av socialdemokraten Helle Thorning-Schmidt. Detta blev ingen lyckad politik, då stödet för partiet dalade i opinionsmätningarna. Denna partilinje gav upphov till inre splittringar i partiet, vilket ledde till att främst Naser Khader gjorde uppror mot denna linje som främst Jelved stod för. Slutligen lämnade Khader, tillsammans med partiets europaparlamentariker Anders Samuelsen, partiet och bildade Ny Alliance. Jelved kommenterade avhoppen som beklagliga, men att det inte ändrar partiets politik. Detta gav upphov till kritik mot Jelved och ifrågasättande av henne som partiledare. Henrik Larsen, medlem av Koldings byråd för Radikale Venstre, uttryckte besvikelse över att partiet inte varit brett nog att rymma de båda avhopparna och att partiet behövde en ny "frontfigur", vilken han då syftade på Margrethe Vestager.
Under 2007 rådde det splittring i Radikale Venstre om Marianne Jelved skulle fortsätta att vara partiets ledare. Efter att den danska nyhetsbyrån Ritzau under mars månad hade genomfört en enkät bland partiets kommunordförande visade det sig att endast en liten majoritet fortsatt stödde Marianne Jelved som partiets ledare. Endast 27 av 87 tillfrågade deltog i undersökningen.
Den 15 juni 2007 avgick Marianne Jelved som partiledare efter 17 år på posten och ersattes av Radikale Venstres vice ordförande Margrethe Vestager. Jelved fortsatte dock att vara en del av partitoppen och utsågs till partiets talesperson i utbildnings- och integrationsfrågor i folketinget.

### Böcker författade av Marianne Jelved
- Alt har sin pris - Aschehoug 1999
- Hvad er meningen? - Gyldendal 2005
- Samtaler om skolen - Dafolo 2009

### Böcker där Marianne Jelved är medförfattare
- Brud - Radikale værdier i en forandret tid
- Frisind - festskrift til Asger Baunsbak-Jensen, 15. april 2002

### Böcker om Marianne Jelved
- Jelved - en politisk biografi - Erik Holstein 2005
- Jelveds Danmark - Bjarke Larsen 2006